# Geneva (motorfiets)
Geneva is een Amerikaans historisch merk van motorfietsen.

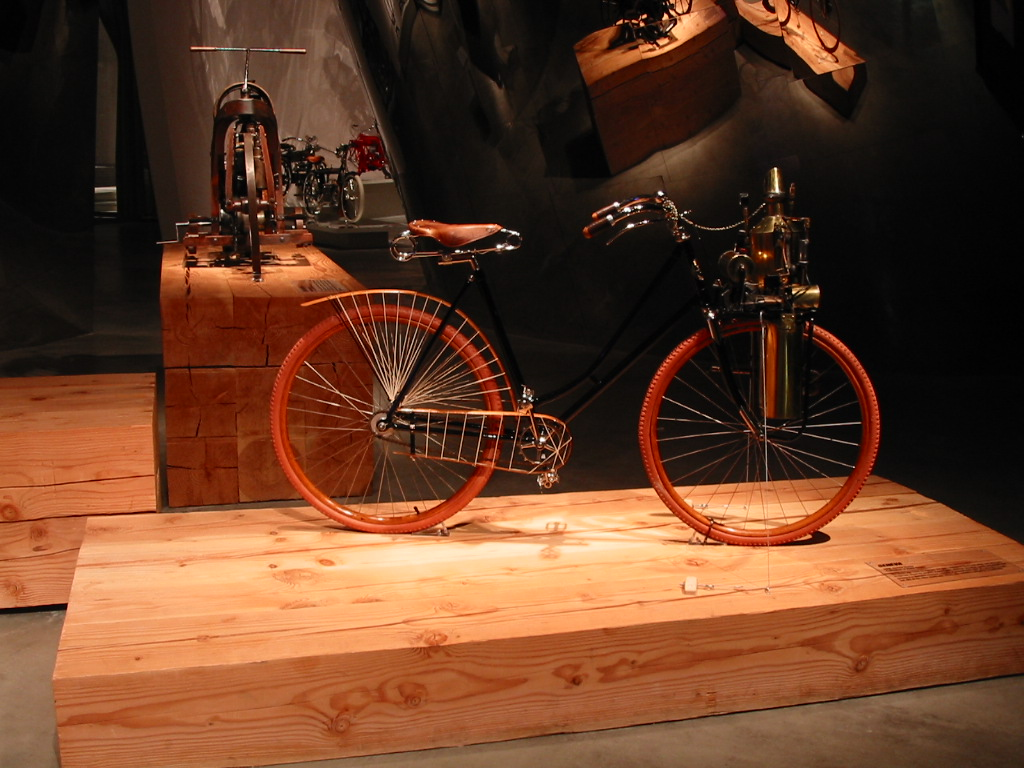

De bedrijfsnaam was: Geneva Bycicle and Steam Carriage Co., Geneva (Ohio). 
Geneva produceerde in 1886 stoommotorfietsen waarbij men gebruikmaakte van de door Lucius Copeland ontwikkelde stoommachine. De motorplaatsing was wel anders omdat Copeland een Star-velocipede gebruikte waarbij de stoommachine boven het kleine voorwieltje zat (bij Star-velocipedes was het voorwiel klein en het achterwiel groot). Bij de Geneva zat deze machine boven het voorwiel van een normale (zogenaamde safety-)fiets. 